# DFS 332
Il DFS 332 fu un aereo sperimentale bimotore a getto ad ala media realizzato dal Deutsche Forschungsanstalt für Segelflug (DFS) alla metà degli anni quaranta rimasto allo stadio di prototipo.

## Storia del progetto
Nei primi anni quaranta gli ingegneri del Deutschen Forschungsanstalt für Segelflug, ente di ricerca nel campo della fluidodinamica applicata all'aeronautica, decisero di sviluppare un nuovo strumento per valutare l'efficacia di nuovi profili alari con maggiore precisione.
A tale scopo si iniziò il progetto di un nuovo velivolo, al quale il Reichsluftfahrtministerium (RLM) (il Ministero dell'aeronautica tedesco del periodo) assegnò la designazione ufficiale DFS 332, realizzato espressamente per poter determinare direttamente durante il volo i parametri espressi dai vari profili provati.
Per poter effettuare un simile servizio il velivolo venne dotato di una configurazione a due fusoliere, di forma allungata e sottile sezione "a valigia". La parte anteriore della fusoliera sinistra conteneva la cabina di pilotaggio mentre la fusoliera di destra un posto per un ingegnere addetto al controllo della strumentazione di misura. La sezione alare sottoposta allo studio era installata tra le fusoliere con una serie di meccanismi accessori che ne permettevano una facile sostituzione. La superficie alare continuava all'esterno del velivolo e ogni fusoliera, nella parte terminale, era dotata di una propria deriva e collegate tra loro da un unico elemento orizzontale.
Il DFS 332 era sostanzialmente un aliante a motore, una configurazione che presumibilmente aveva dei vantaggi per le prove aerodinamiche in quanto il flusso d'aria sopra l'ala non sarebbe stato disturbato da un'elica. Il particolare disegno delle fusoliere, con i lati delle pareti piane e i nasi che si estendevano di molto davanti all'ala, venne scelto per poter disporre di un flusso il meno vorticoso possibile sopra la sezione di prova. Dopo essere stato rimorchiato in quota, l'equipaggio avrebbe compiuto una serie di picchiate a velocità diverse. Tuttavia, per essere in grado di eseguire prove a più alte velocità, il velivolo è stato equipaggiato con due motori a razzo, dei Walter HWK-R II/203 in grado di sviluppare 750 kg di spinta ciascuno, installati nelle fusoliere con gli ugelli posizionati sotto la fusoliera, allineati 10 gradi verso il basso.

## Impiego operativo
Il solo volo documentato del DFS 332 risale al 14 febbraio 1945, quando il secondo prototipo è stato trainato da un Heinkel He 111. Probabilmente non ha mai compiuto alcun volo libero o spinto dalla propulsione dei suoi motori. Anche se la costruzione del primo prototipo venne completata nel novembre 1944, non è noto se questo sia mai stato portato in volo, forse perché i motori a razzo non sono stati installati. Con il termine del conflitto cessò qualsiasi ulteriore sviluppo del progetto.

## Utilizzatori
Germania
- Luftwaffe